# Larkhall Athletic FC
Larkhall Athletic FC (celým názvem: Larkhall Athletic Football Club) je anglický fotbalový klub, který sídlí ve městě Bath v nemetropolitním hrabství Somerset. Založen byl v roce 1914. Od sezóny 2018/19 hraje v Southern Football League Division One South (8. nejvyšší soutěž). Klubové barvy jsou modrá a bílá.
Své domácí zápasy odehrává na stadionu The Plain Ham Ground s kapacitou 1 000 diváků.

## Získané trofeje
- Somerset Senior Cup ( 2× )
  - 1975/76, 2003/04

## Úspěchy v domácích pohárech
Zdroj: 
- FA Cup
  - 2. předkolo: 2014/15, 2015/16
- FA Trophy
  - 2. předkolo: 2017/18
- FA Vase
  - 5. kolo: 2011/12, 2012/13, 2013/14

## Umístění v jednotlivých sezonách
Stručný přehled
Zdroj: 
- 1976–2009: Western Football League (Division One)
- 2009–2014: Western Football League (Premier Division)
- 2014–2017: Southern Football League (Division One South & West)
- 2017–2018: Southern Football League (Division One West)
- 2018– : Southern Football League (Division One South)

Jednotlivé ročníky
Zdroj: 
Legenda: Z – zápasy, V – výhry, R – remízy, P – porážky, VG – vstřelené góly, OG – obdržené góly, +/- – rozdíl skóre, B – body, červené podbarvení – sestup, zelené podbarvení – postup, fialové podbarvení – reorganizace, změna skupiny či soutěže
| Sezóny  | Liga                                                 | Úroveň | Z  | V  | R  | P  | VG  | OG | +/- | B   | Pozice |
| ------- | ---------------------------------------------------- | ------ | -- | -- | -- | -- | --- | -- | --- | --- | ------ |
| 2009/10 | Western Football League (Premier Division)           | 9      | 38 | 12 | 10 | 16 | 61  | 72 | -11 | 46  | 14.    |
| 2010/11 | Western Football League (Premier Division)           | 9      | 36 | 25 | 4  | 7  | 83  | 46 | +37 | 79  | 1.     |
| 2011/12 | Western Football League (Premier Division)           | 9      | 34 | 21 | 4  | 9  | 67  | 29 | +38 | 67  | 3.     |
| 2012/13 | Western Football League (Premier Division)           | 9      | 38 | 21 | 6  | 11 | 77  | 50 | +27 | 69  | 5.     |
| 2013/14 | Western Football League (Premier Division)           | 9      | 40 | 34 | 5  | 1  | 114 | 33 | +81 | 107 | 1.     |
| 2014/15 | Southern Football League (Division One South & West) | 8      | 42 | 23 | 8  | 11 | 82  | 50 | +32 | 77  | 5.     |
| 2015/16 | Southern Football League (Division One South & West) | 8      | 42 | 15 | 10 | 17 | 62  | 65 | -3  | 55  | 11.    |
| 2016/17 | Southern Football League (Division One South & West) | 8      | 42 | 13 | 14 | 15 | 69  | 69 | 0   | 53  | 13.    |
| 2017/18 | Southern Football League (Division One West)         | 8      | 42 | 13 | 6  | 23 | 66  | 78 | -12 | 45  | 15.    |
| 2018/19 | Southern Football League (Division One South)        | 8      | 38 |    |    |    |     |    |     |     |        |